# Drabina Jakuba (zabawka)

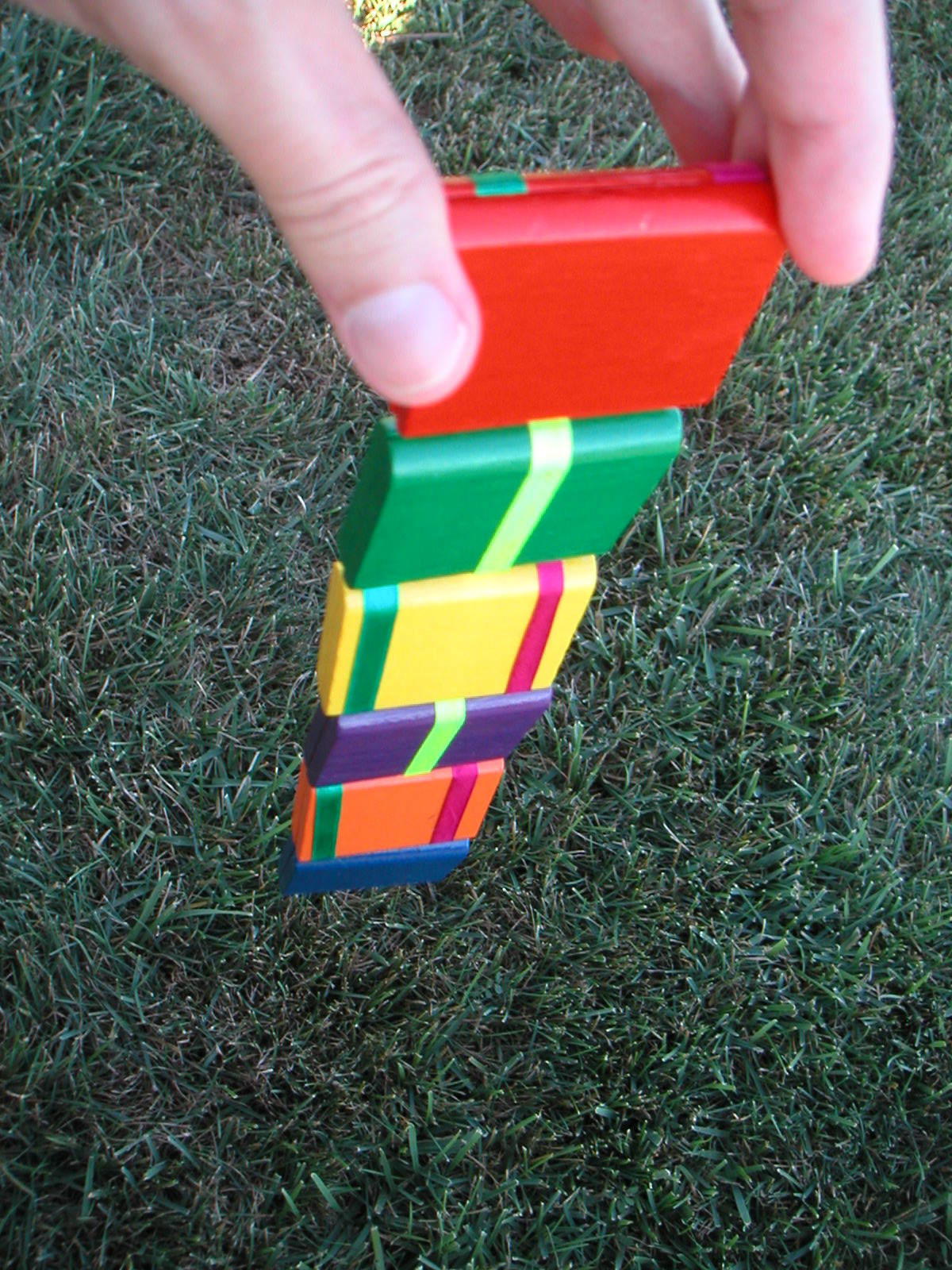
Drabina Jakuba

Drabina Jakuba – tradycyjna zabawka zbudowana z drewnianych bloczków połączonych tasiemkami. 
Jeśli trzyma się zabawkę za jeden z końców, reszta bloczków opada pozornie zmieniając swoje pozycje, jest to rodzaj złudzenia optycznego.
Nazwa nawiązuje do biblijnej drabiny Jakuba sięgającej nieba, opisanej w Księdze Rodzaju.
Zabawka popularna jest od wieków i jej dokładne pochodzenie nie jest znane.

## Galeria

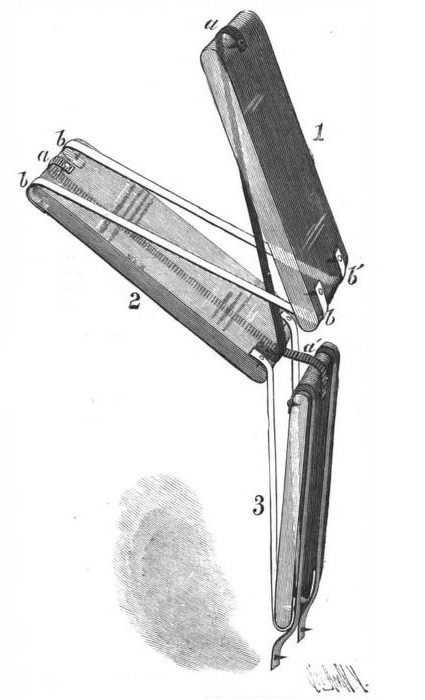
Schemat ukazujący sposób działania drabiny Jakuba
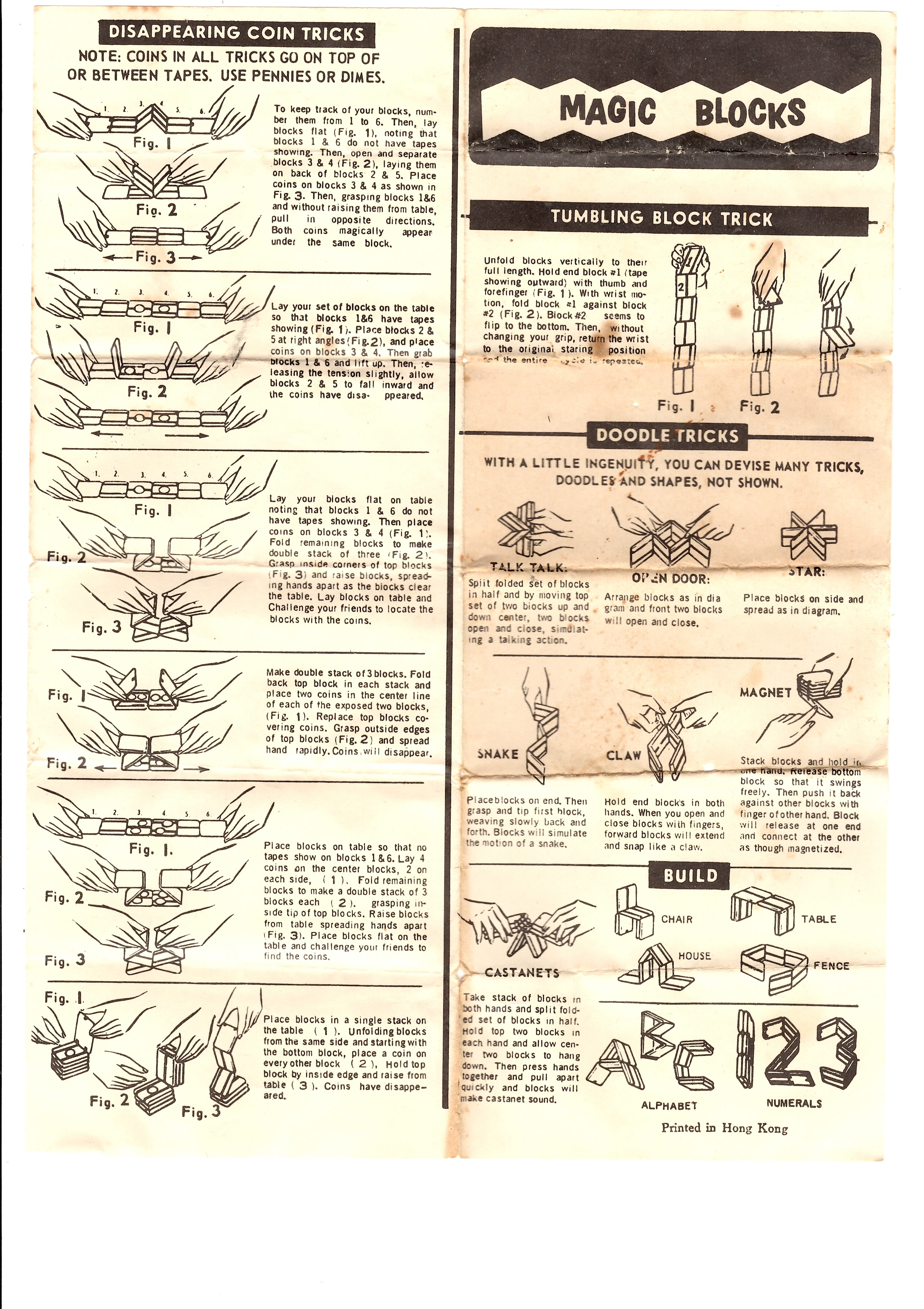
Instrukcja ze sztuczkami do wykonania przy użyciu zabawki